# شخص الظل

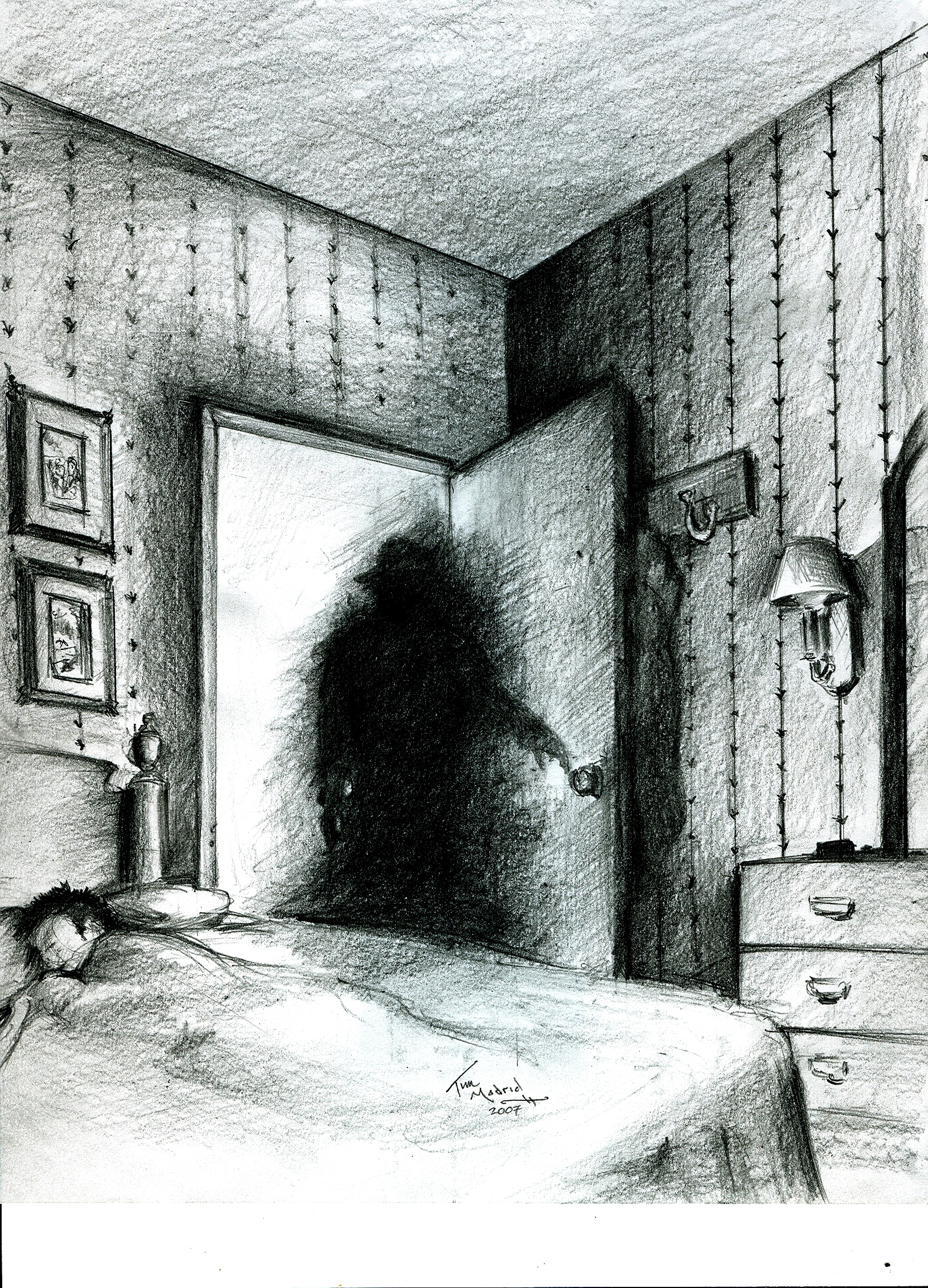
انطباع لفنان عن شخص الظل ككيان خارق.

إن شخص الظل (المعروف أيضاً بشخصية الظل، أو ظل الظل أو الكتلة السوداء) هو إدراك رقعة من الظل كشخص حي أو شكل بشري، خاصة كما يفسرها المؤمنون بالظواهر الخارقة للطبيعة بأنها كوجود روح أو كيان آخر.

## التاريخ
يصف عدد من الأديان والأساطير والأنظمة العقائدية الأشياء الروحية الغامضة أو الكيانات الخارقة للطبيعة بأنها مثل ظلال العالم السفلي، وكانت حكايات المخلوقات الغامضة منذ وقت طويل ركنًا أساسياً في روايات الفلكلور وقصص الأشباح.
ساعد البرنامج الإذاعي (من الساحل إلى الساحل صباحًا) الذي كان يذاع في وقت متأخر من الليل على نشر المعتقدات الحديثة لأشخاص الظل. كانت المرة الأولى التي نوقش فيها موضوع أشخاص الظل أثناء عرض مطول في 12 أبريل/نيسان 2001، عندما استضاف الفنّان «بيل» «ثاندر سترايك»، وهو من كبار الأمريكيين الأصليين المعروف أيضاً باسم «هارلي ريغان». 
خلال العرض، تم تشجيع المستمعين على تقديم رسومات لأشخاص الظل الذين رأوها، وتمت مشاركة عدد كبير من هذه الرسومات فورًا على مواقع الإنترنت. في أكتوبر من ذلك العام، نشرت هايدي هوليس أول كتاب لها عن موضوع أشخاص الظل، وأصبحت فيما بعد ضيفة أساسية في البرنامج الإذاعي (من الساحل إلى الساحل). تصف هوليس أشخاص الظل بأنها كظلام كاحل ذو أشكال وشخصيات بشرية تتدفق داخل وخارج الرؤية المحيطية، وتدعي أن عددًا من الناس قد أبلغوا عن أشكالاً تحاول القفز على صدورهم وخنقهم. تعتقد هوليس أن تلك الأشكال غير حقيقية ويمكن طردها بطرق مختلفة منها ذكر اسم يسوع.
على الرغم من أن المشاركين في منتديات الحوار عبر الإنترنت التي تهتم بمناقشة موضوعات الظواهر الخارقة للطبيعة يصفون تلك الأشكال بأنها تهديد، إلا أن المؤمنين الآخرين بالظاهرة وبعض المؤلفين لا يوافقون على ما إذا كان أشخاص الظل شخصيات شريرة أم متعاونة أم محايدة، بل إن بعضهم يتكهن بأن أشخاص الظل قد يكونون من سكان عالم آخر. يدعي بعض المحققين والمؤلفين المهتمين بالظواهر الخارقة مثل تشاد ستامبوغ بأنهم قاموا بتسجيل بعض مقاطع الفيديو لأشخاص الظل.
ظهر أشخاص الظل في حلقتين من المسلسل الوثائقي «قصص الأشباح» من سلسلة ITV، حيث توصف هذه الظاهرة «بالكتلة السوداء».

## التفسير العلمي
قد تكون العديد من الظروف الفسيولوجية والنفسية هي السبب في رؤية أشكال من الظل كأنها على قيد الحياة. وقد يعاني الشخص المصاب بالجاثوم من تخيل «شكلاً غامضًا أو غير واضح» يقترب منه عندما يكون مستيقظًا مشلولًا ويجعله ذلك أكثر انزعاجًا. وضع عالما الأعصاب بالاند جلال وراماشاندران مؤخرًا نظريات عصبية عن سبب إصابة الناس الذين يعانون من مرض شلل النوم بهلاوس لأشكال الظل.
إن الشخص الذي يعاني من مشاعر متزايدة، مثل أثناء المشي بمفرده في ليلة مظلمة، قد يلاحظ بشكل خاطئ رقعة من الظل كأنها تبدو علي هيئة مهاجم.
زعم العديد من مدمني ميثامفيتامين رؤيتهم لأشخاص الظل" بعد فترات طويلة من الحرمان من النوم. يشير الطبيب النفسي جاك بوتس إلى أن استخدام ميثامفيتامين يضيف عنصرا تآمريًا إلى هلاوس الحرمان من النوم. قال أحد الأشخاص الذين أجريت معهم مقابلات: "أنت لا ترى كلاب ظل أو طيور ظل أو سيارات ظل ولكن ترى أشخاص ظل، يقفون في المداخل ويسيرون خلفك ويأتون إليك على الرصيف". وقد تمت مقارنة هذه الهلاوس مباشرة بالكيانات الخارقة الموصوفة في الفولكلور.

## في الثقافة الشعبية
- في الموسم الأول الحلقة رقم 16 من مسلسل خوارق الطبيعة عام 2005 بعنوان «الظل»؛ تعرض سام ودين، وجون وينشستر للهجوم من قبل شيطان الزرادشتية التي يمكن رؤيته فقط كشخص الظل.
- ظهر أشخاص الظل الذين تم وصفهم بـ«رجال الظل»، بشكل بارز في رواية عام 2007 بعنوان «جون يموت في النهاية».
- في لعبة الإنترنت النوم العميق وملحقاتها، كان أشخاص الظل موجودين منذ فجر الجنس البشري ويتربصون في الأحلام الواضحة. يمكن للاعبين الذين يدركون أنهم نائمون أن يكونوا مشلولين وتم الاستحواذ عليهم، وستتحول شخصية الحلم ذاتها إلى شخص ظل.
- أظهرت حلقة من سلسلة Twilight Zone عام 1985 بعنوان «رجل الظل» صبيًا في سن المراهقة كان لديه شخص ظل يعيش تحت سريره. أظهرت الحلقة رجل الظل في هيئة رجل بقبعة وهو مظهر يُنسب عادة إلى أشخاص الظل. وأضافت تلك الحلقة إلي الأساطير عن أشخاص الظل أنه يمكن أن تقتل البشر ولكن لن تضر أولئك الذين يعيشون تحت أسرتهم.